# Hoboken Terminal

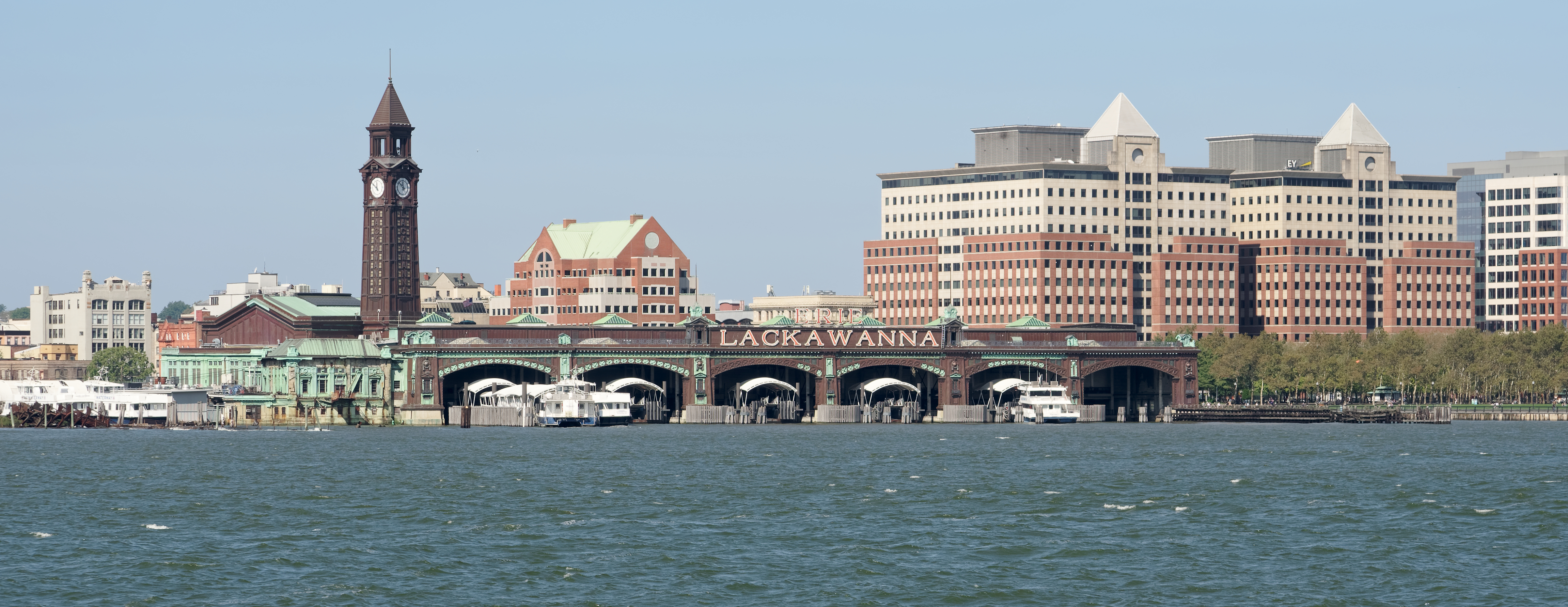
Blick über den Hudson River auf Hoboken Terminal mit historischer Beschriftung „Lackawanna“

Hoboken Terminal ist ein Ensemble aus einem Kopfbahnhof und einem Fährterminal in Hoboken im US-amerikanischen Bundesstaat New Jersey.

## Hintergrund

Dampfbetriebene Fähre vor Hoboken (Gemälde von 1838)

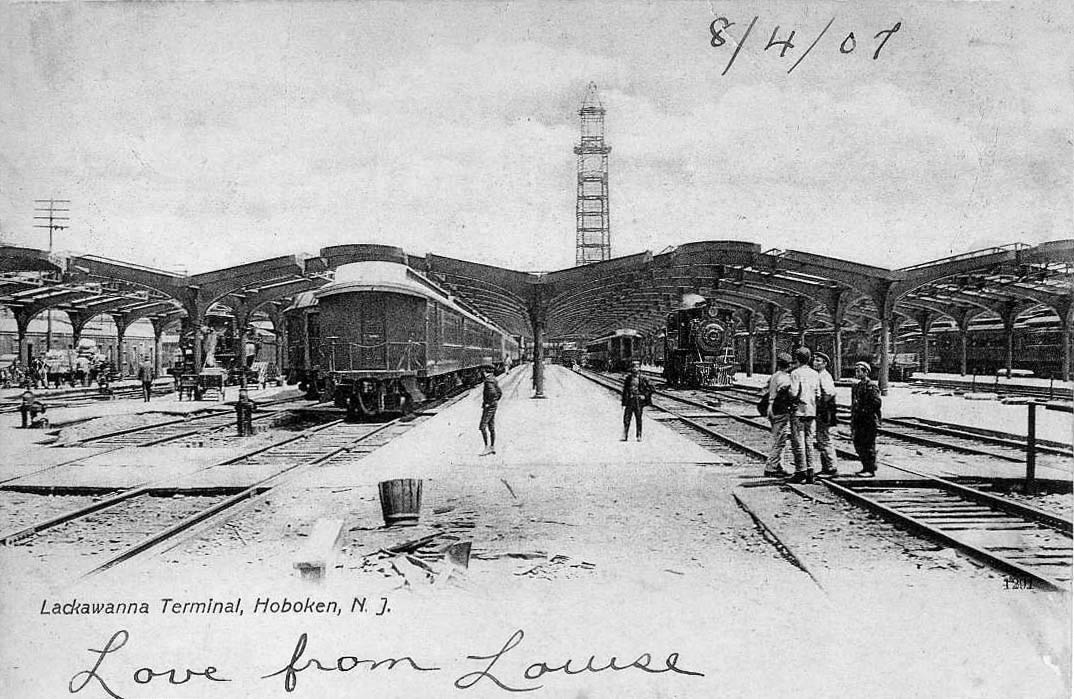
Bahnhof Lackawanna Terminal im Bau (1907)

Die Stelle des heutigen Terminals diente schon zur Zeit der Kolonisation der Fährverbindung nach Manhattan. Am 11. Oktober 1811 verkehrte dort mit der Juliana erstmals eine dampfbetriebene Fähre des Ingenieurs John Stevens.
Im August 1905 fing die Fähre Hopatcong im mittlerweile dem Eisenbahnunternehmen Delaware, Lackawanna and Western Railroad Company (DL&W) gehörenden Terminal Feuer, worauf die Anlage weitgehend niederbrannte.

## Geschichte und Beschreibung

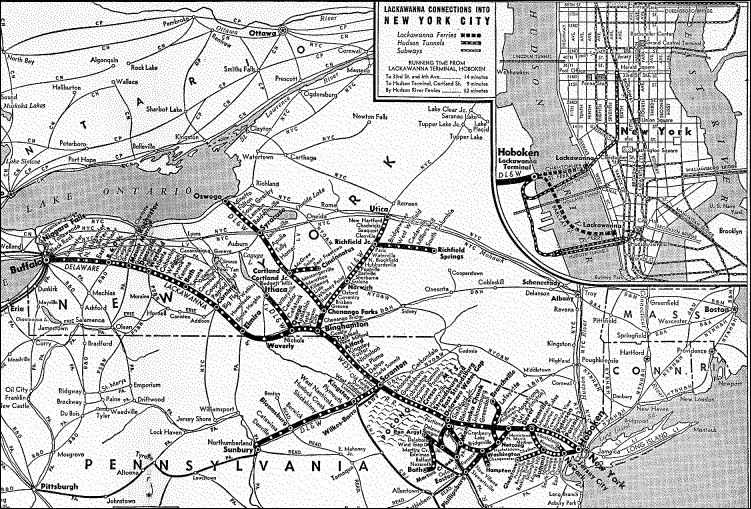
Streckennetz der DL&W mit dem Lackawanna Terminal (1922)

Linien des Schienenpersonennahverkehrs in New Jersey (2024)

Linien der Metro-North Railroad

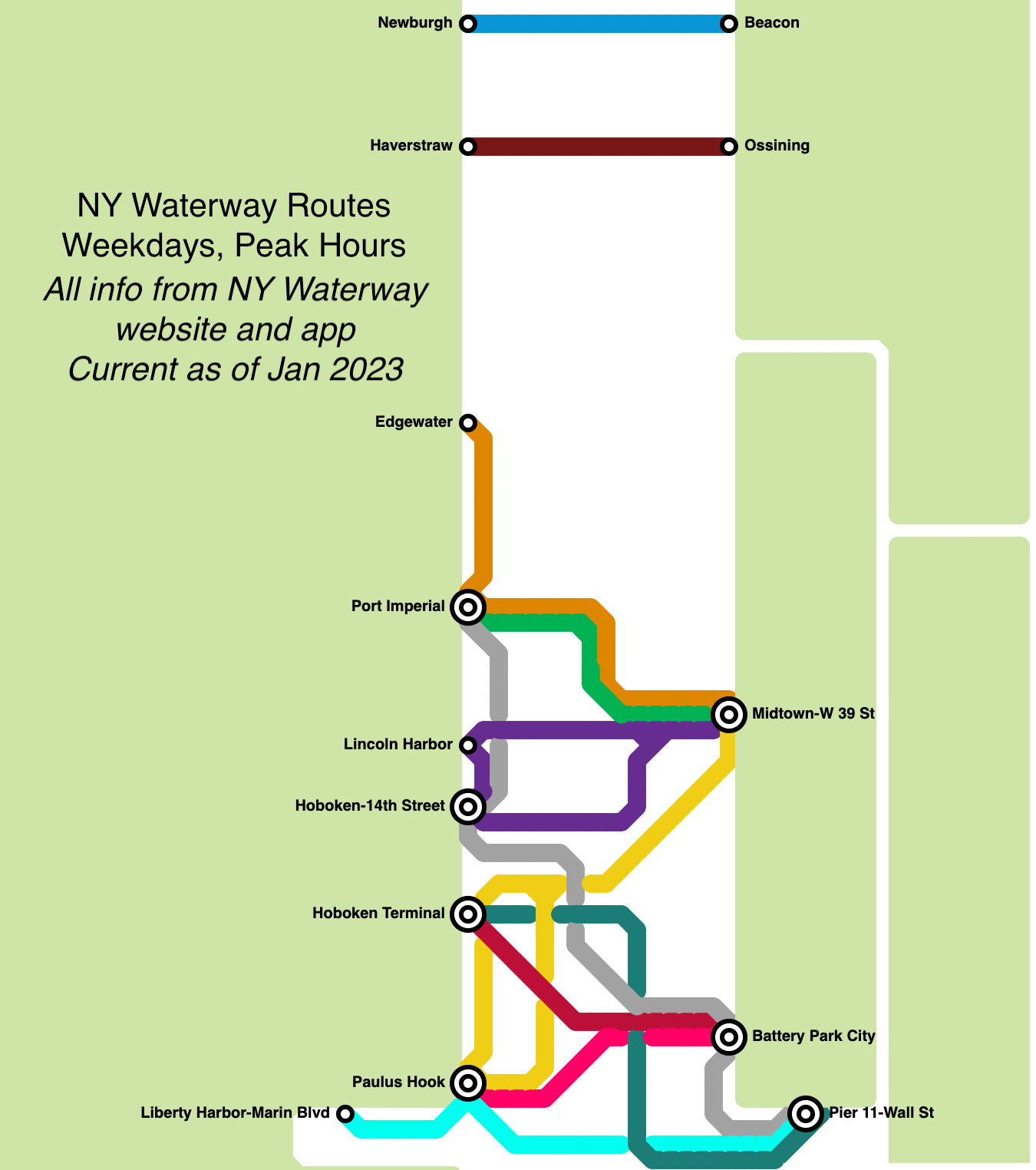
Fährverbindungen von NY Waterway in der Hauptverkehrszeit

Der Bahnhof und der Fähranleger liegen unmittelbar am westlichen Ufer des Hudson River gegenüber dem New Yorker Stadtteil Manhattan. Beide wurden 1907 von der DL&W gebaut und als Lackawanna Terminal bezeichnet. Geplant wurde die neue Anlage von William Truesdale, dem Präsidenten der DL&W.
Sein Wahrzeichen ist ein 69 Meter hoher Uhrturm, ein 2007 dem ursprünglichen Turm nachempfundenes Replikat. Jener war nach Sturmschäden um 1950 abgebrochen worden; auf seinem Fundament wurde ein Sendeturm in Fachwerkbauweise errichtet, der bis 2006 existierte.
Die Hudson & Manhattan Railroad (H&M) eröffnete 1908 eine Eisenbahnverbindung unter dem Hudson River hindurch und verband Upper Manhattan und Hoboken Terminal mit elektrischen Zügen. 1909 kam eine zweite nach Lower Manhattan hinzu; die beiden Strecken werden heute von Zügen der PATH-Linien zu deren Endpunkten 33rd Street bzw. World Trade Center befahren. Die Station der PATH mit drei Stumpfgleisen liegt im Tunnel nördlich parallel zum Eisenbahn-Terminal.
Im Jahr 1914 zählte die DL&W 17 Millionen Eisenbahnpassagiere und zusätzlich 18 Millionen Fahrgäste der Fähren. 1930 fuhren auch bei der DL&W die ersten elektrischen Züge. Thomas Alva Edison steuerte selbst den ersten elektrischen Triebzug bei seiner Ausfahrt aus dem Bahnhof nach Montclair.
1960 fusionierte die DL&W mit der Erie Railroad Company zur  Erie-Lackawanna Railroad (EL). 1967 endete der Fährverkehr vom Hoboken Terminal nach Lower Manhattan. Am 5. Januar 1970 verließ der letzte Fernzug der EL den Bahnhof in Richtung Chicago Dearborn Station. Im Jahr darauf übernahm Amtrak den Personenfernverkehr. 1973 wurde die Anlage in das National Register of Historic Places aufgenommen. Im Jahr 1989 verkehrten erstmals Fähren des Unternehmens NY Waterway zwischen Hoboken Terminal und der Battery Park City in Lower Manhattan. Aktuell werden auch Verbindungen zu zwei weiteren Terminals in Manhattan angeboten.
Der Hurrikan Sandy verursachte im Oktober 2012 schwere Zerstörungen und überflutete die Tunnel der PATH. Im Jahr 2018 wurden im Bahnhof 15.628 tägliche Fahrgäste registriert.
Heute wird der oberirdische Bahnhof von Nahverkehrszügen des New Jersey Transit und der Metro-North Railroad bedient. Zudem ist Hoboken Terminal Endpunkt von zwei Linien der Straßenbahn Hudson-Bergen Light Rail.

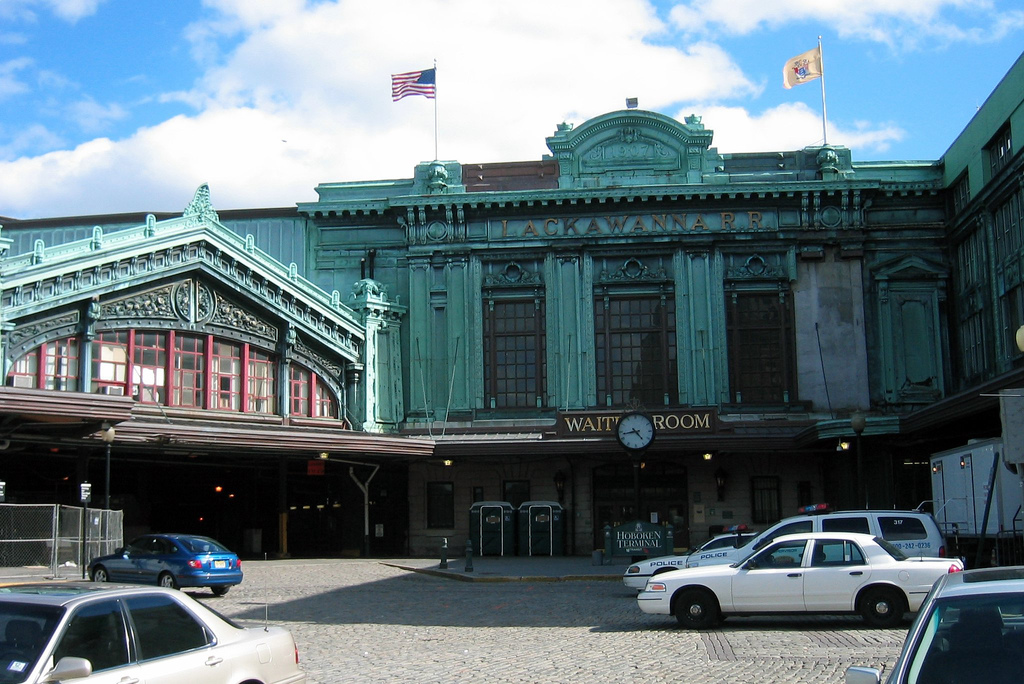
Straßenseite des Empfangsgebäudes, links das Fährterminal
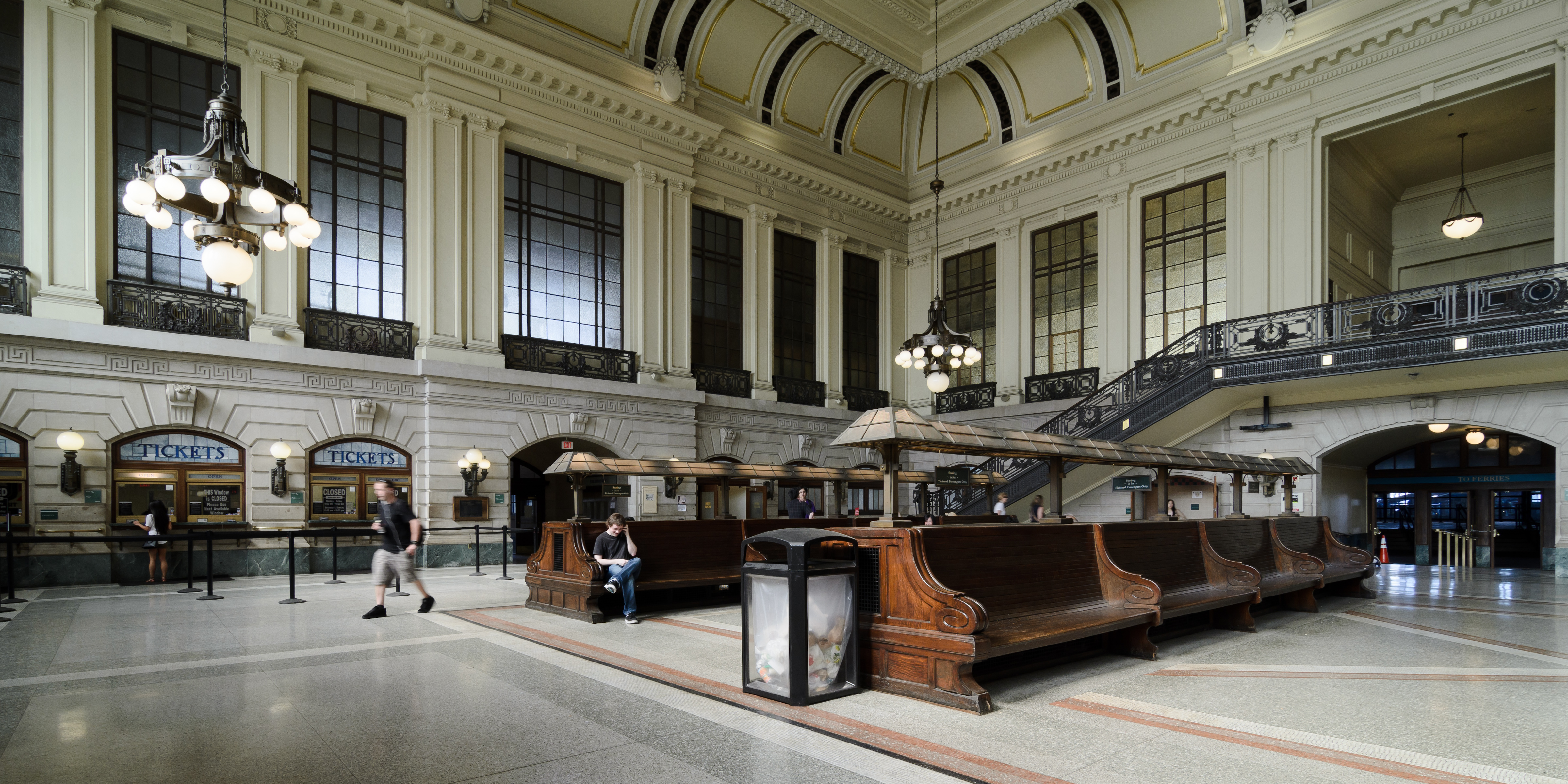
Schalterhalle
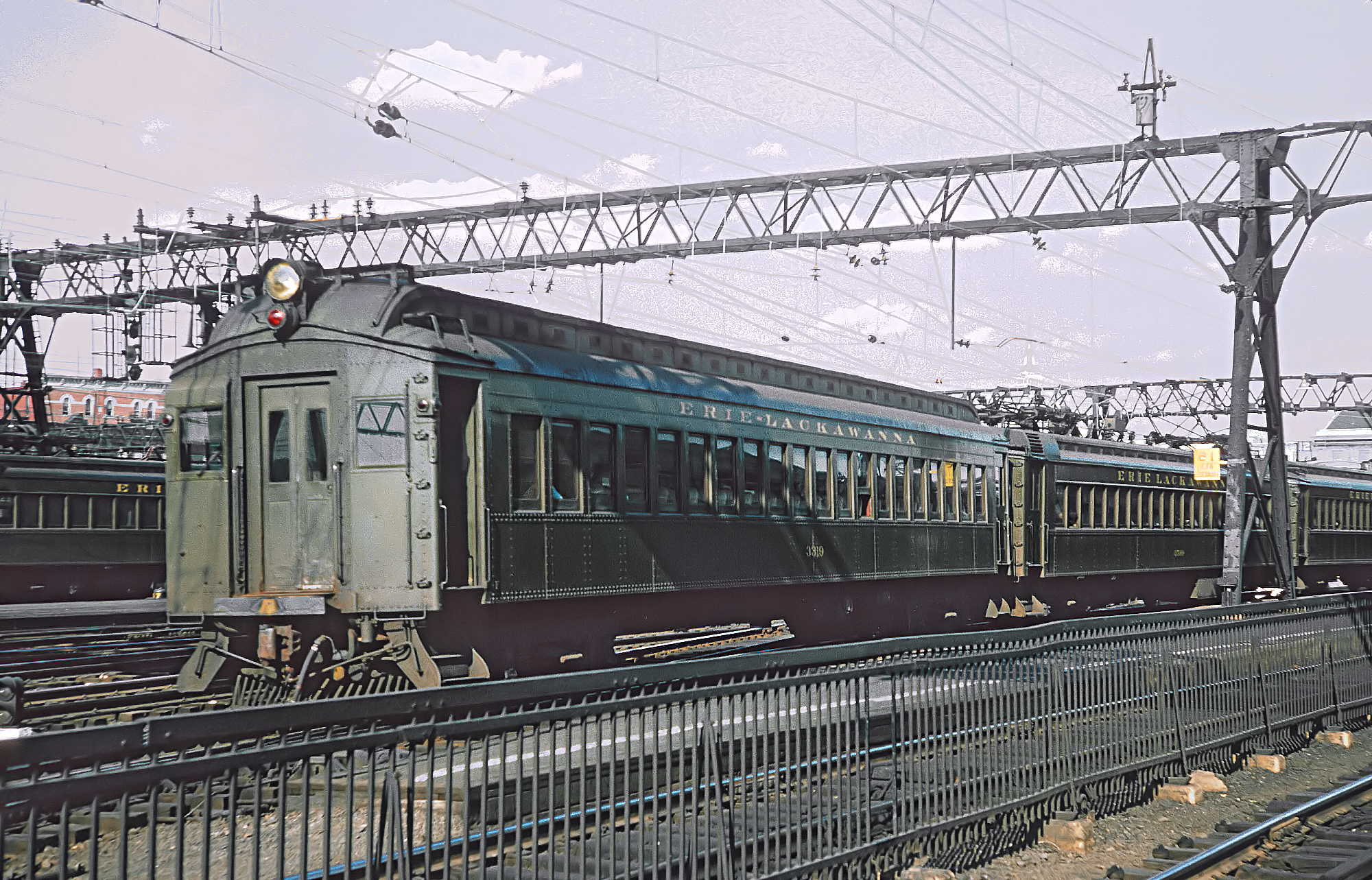
Zug der Erie Lackawanna Railway bei der Einfahrt in den Bahnhof (1978)
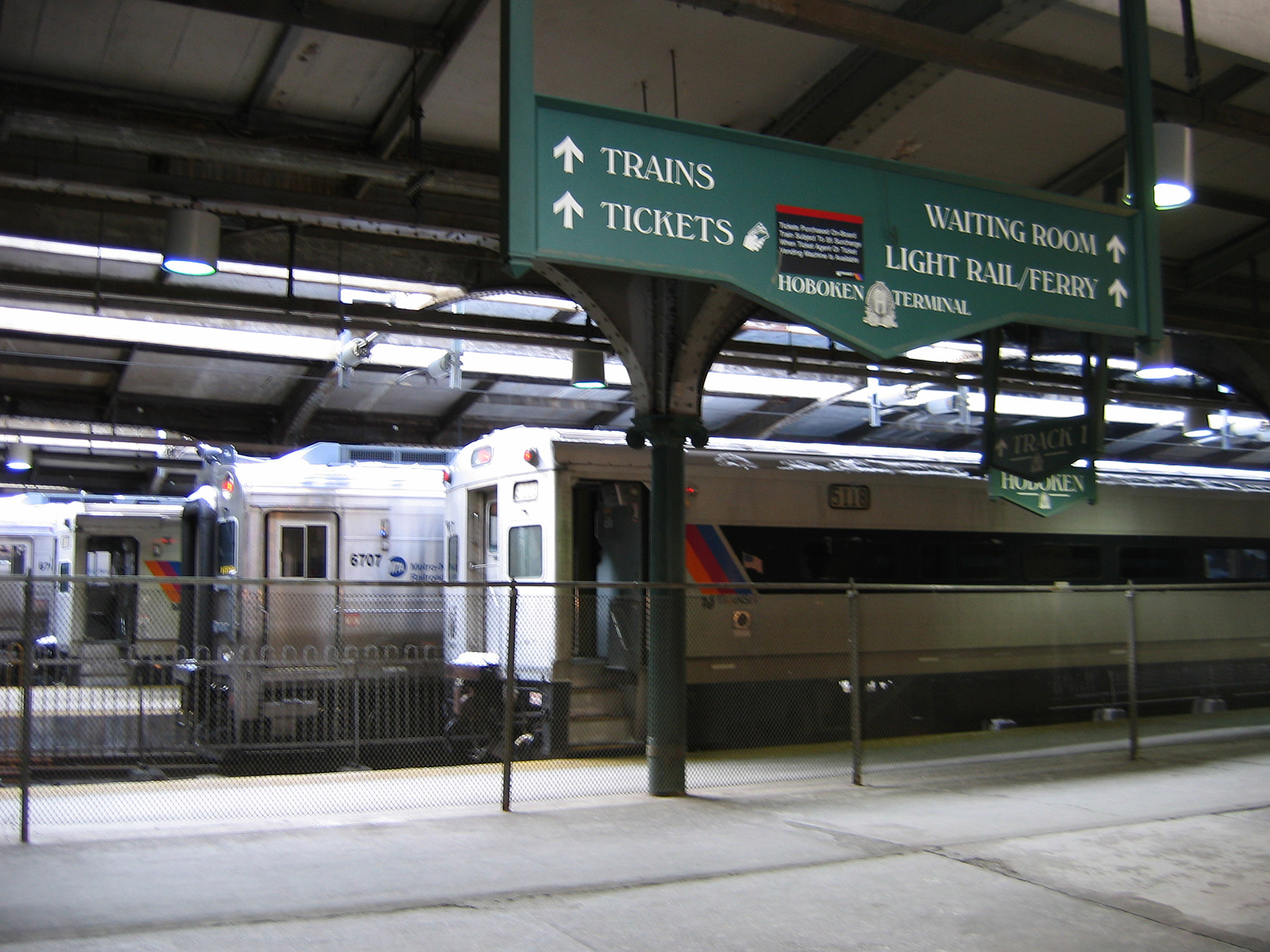
New-Jersey-Transit-Züge mit Comet-Steuerwagen in Hoboken Terminal (2005)
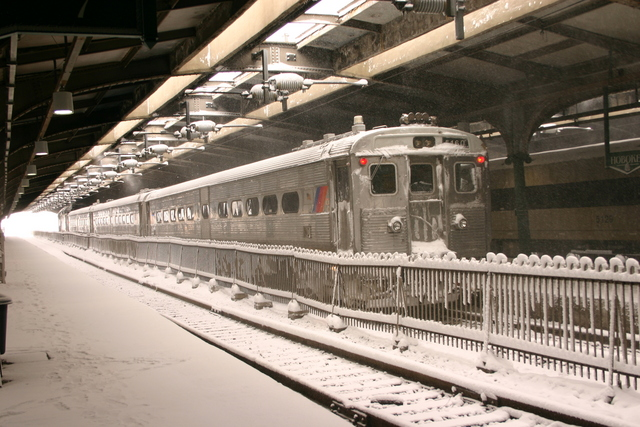
Winterbetrieb in Hoboken Terminal (2006)
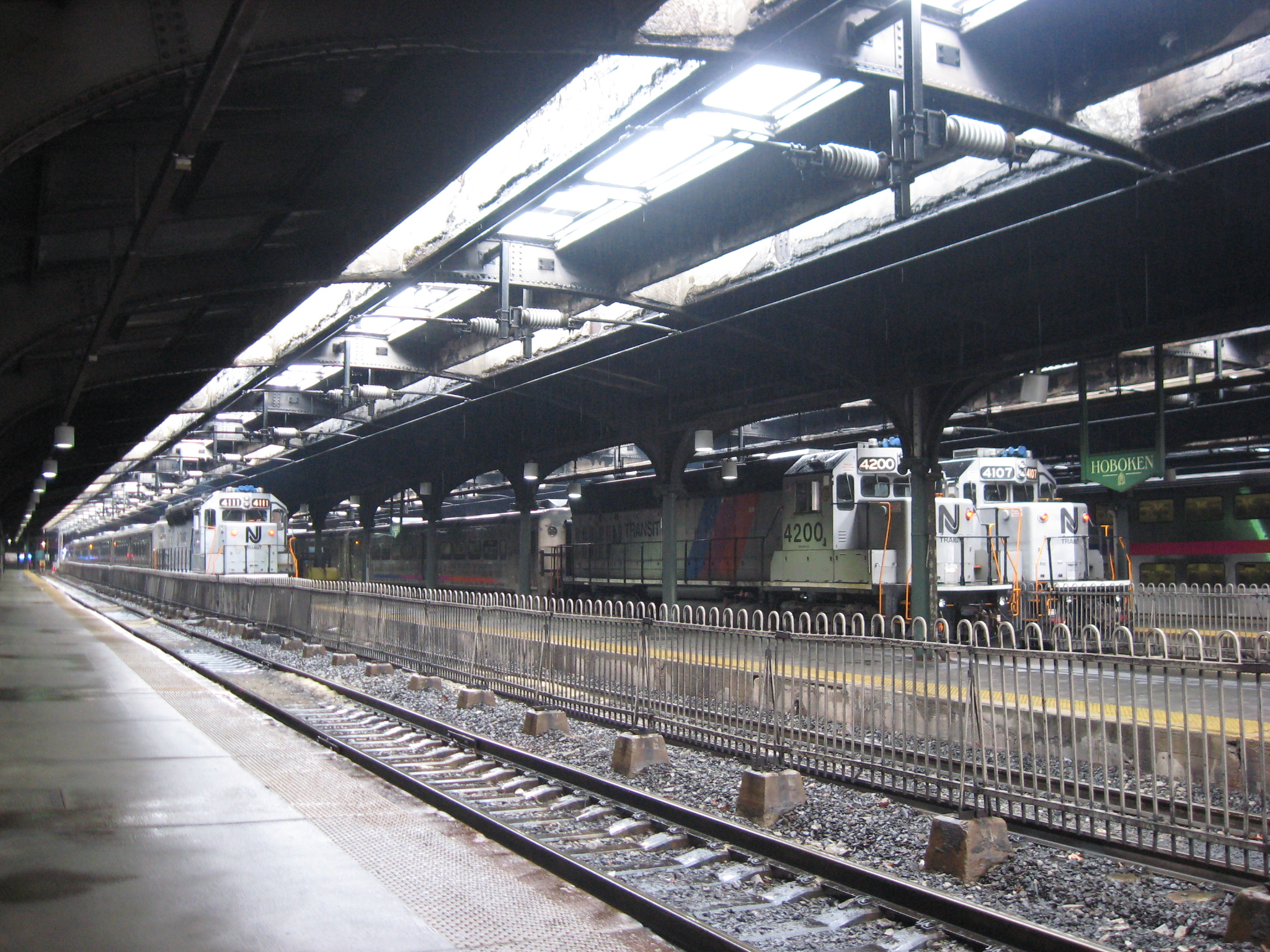
Diesellokomotiven des New Jersey Transit in der Bahnhofshalle (2010)
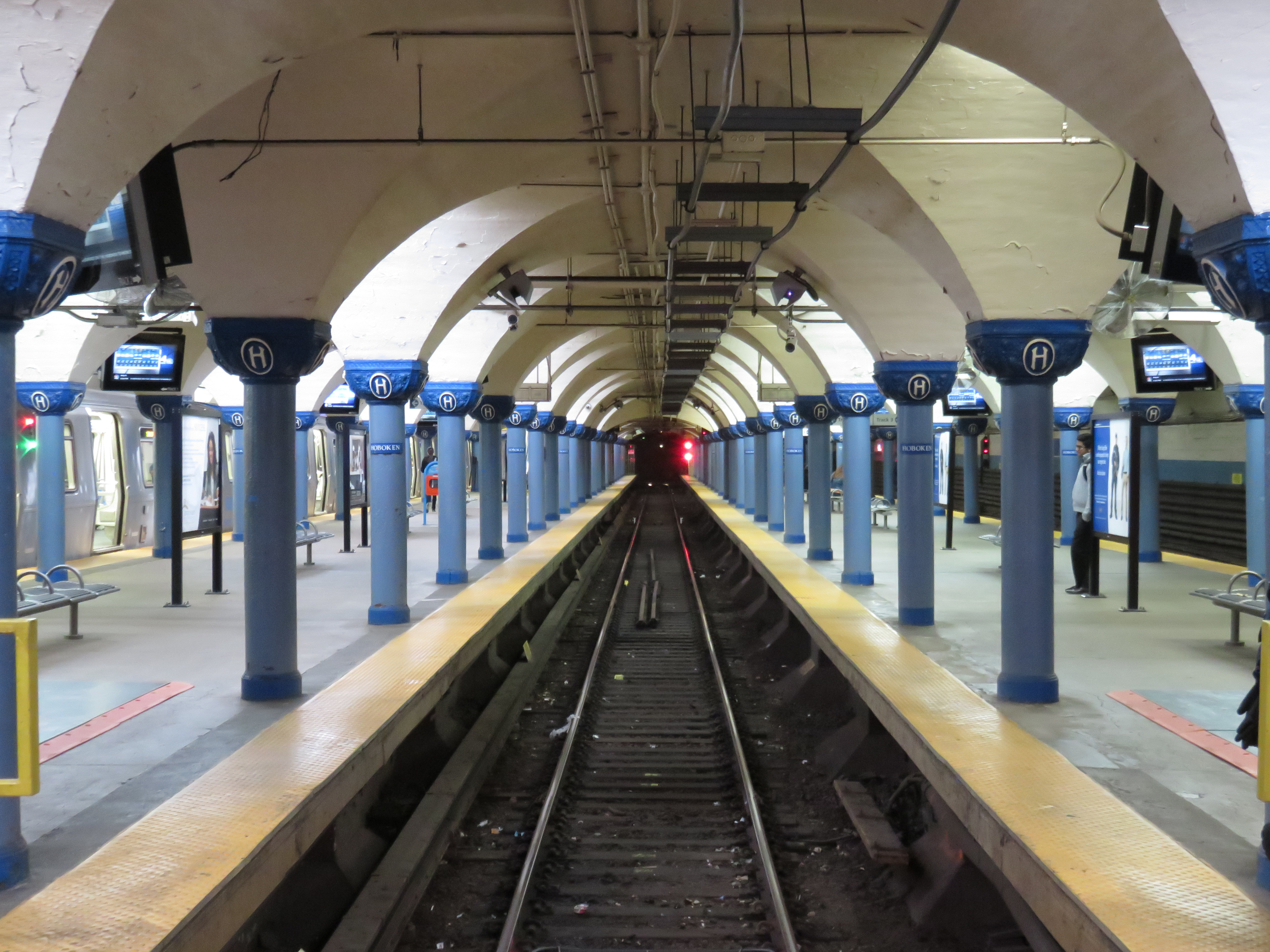
Station der PATH (2017)
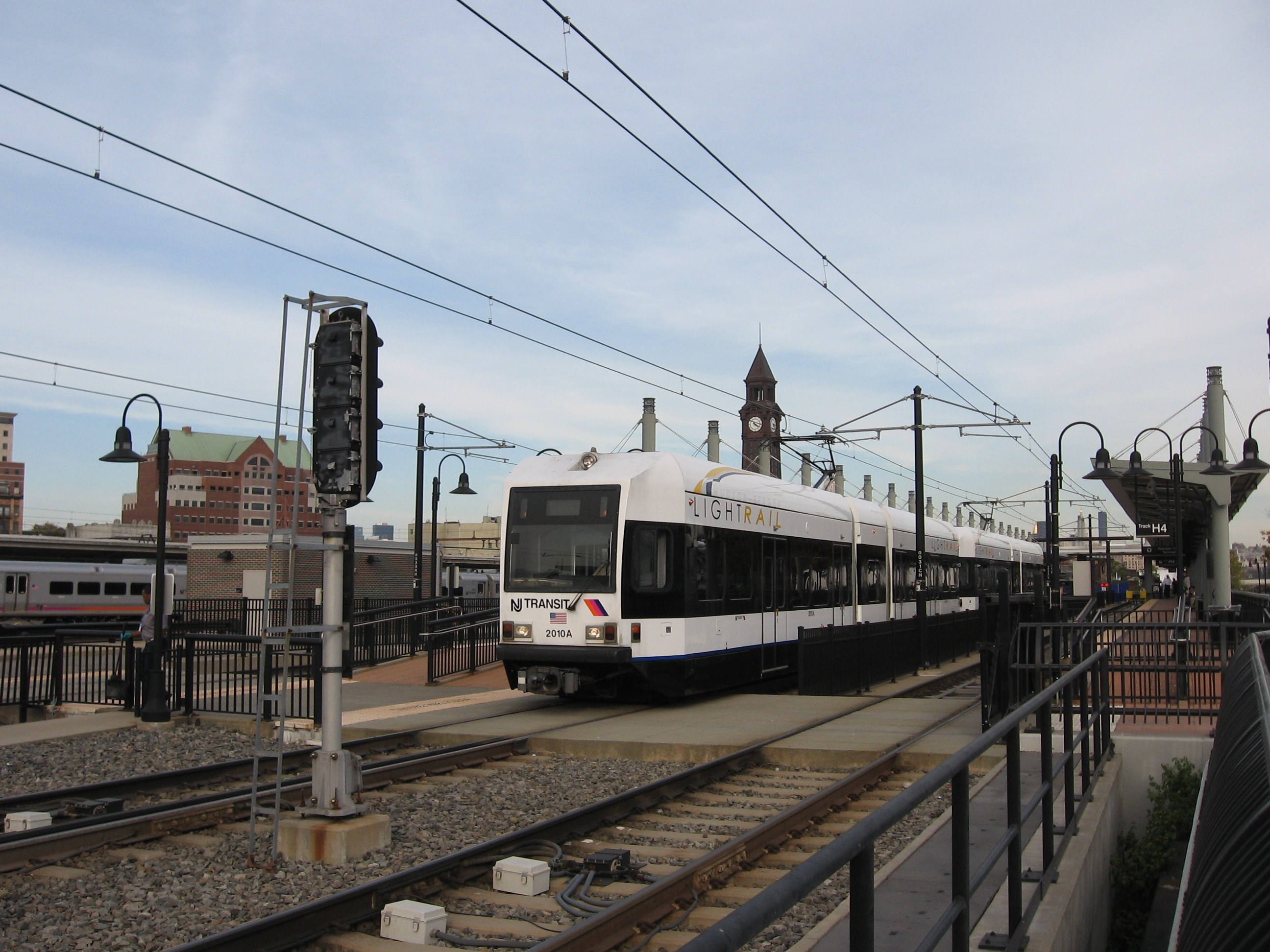
Station Hoboken Terminal der Hudson-Bergen Light Rail